# 女子教育奨励会
女子教育奨励会（じょしきょういくしょうれいかい）は、「日本の貴婦人に欧米諸国の貴婦人と同等なる佳良の教化及び家事の訓練を受けさせる」ことを目的に1887年（明治20年）に設立された団体。学校法人東京女学館の母体となった組織である。

## 概要
1886年（明治19年）、女子教育奨励会創立委員会がつくられ、創立委員長に内閣総理大臣であった伊藤博文が就任。帝国大学教授の外山正一の、欧米人に見劣りしないために日本人女性に対する高度な教育が必要という意見に、伊藤のほか、渋沢栄一、岩崎弥之助、ジェームズ・ディクソン（帝国大学英語教授）、アレキサンダー・ショー（英国聖公会司教）ら当時の政・財・官界の有力者からも賛同が示され創立委員となり、1887年（明治20年）に本会が発足した。外山正一は、英国聖公会の宣教師のエドワード・ビカステスに女教師の派遣を依頼し、英国人女教師が派遣されることとなり、カロライン・カルクス以下7名の英国聖公会女性宣教師が来日し、女子教育奨励会とその後に開校される東京女学館の最初の教師となった。
1888年（明治21年）、女子教育奨励会は「諸外国の人々と対等に交際できる国際性を備えた、知性豊かな気品ある女性の育成」を目指して東京女学館を開校した。
しかし、当時の日本において欧化主義への反動から国粋主義が広がり出し、キリスト教の隆盛に対して仏教徒の攻撃が厳しくなり、日本独自の道徳教育を打ち立てようとする世論により、1890年（明治23年）に教育勅語が発布され、教育と宗教の論争となった。東京女学館は虎ノ門に移転し、第1回目の卒業式を行った時期であったが、こうした状況を見た外山正一はこれまでの主張を180度変更し、東京女学館の英国人女性宣教師を罷免する。罷免追放措置は女性宣教師に一様ではなかったが、特に貧民街で日曜学校を開き熱心に活躍していた教頭格のマクレーを始めとする献身的な宣教師ほど槍玉にあげられた。校長格であったカルクスは布教活動を行わない条件で女学館に雇われ、教育活動を続けた。

## 主な生徒
- 山脇房子（山脇学園中学校・高等学校初代校長、同校の創立者は夫の山脇玄）